# ریبیرا ساکرا

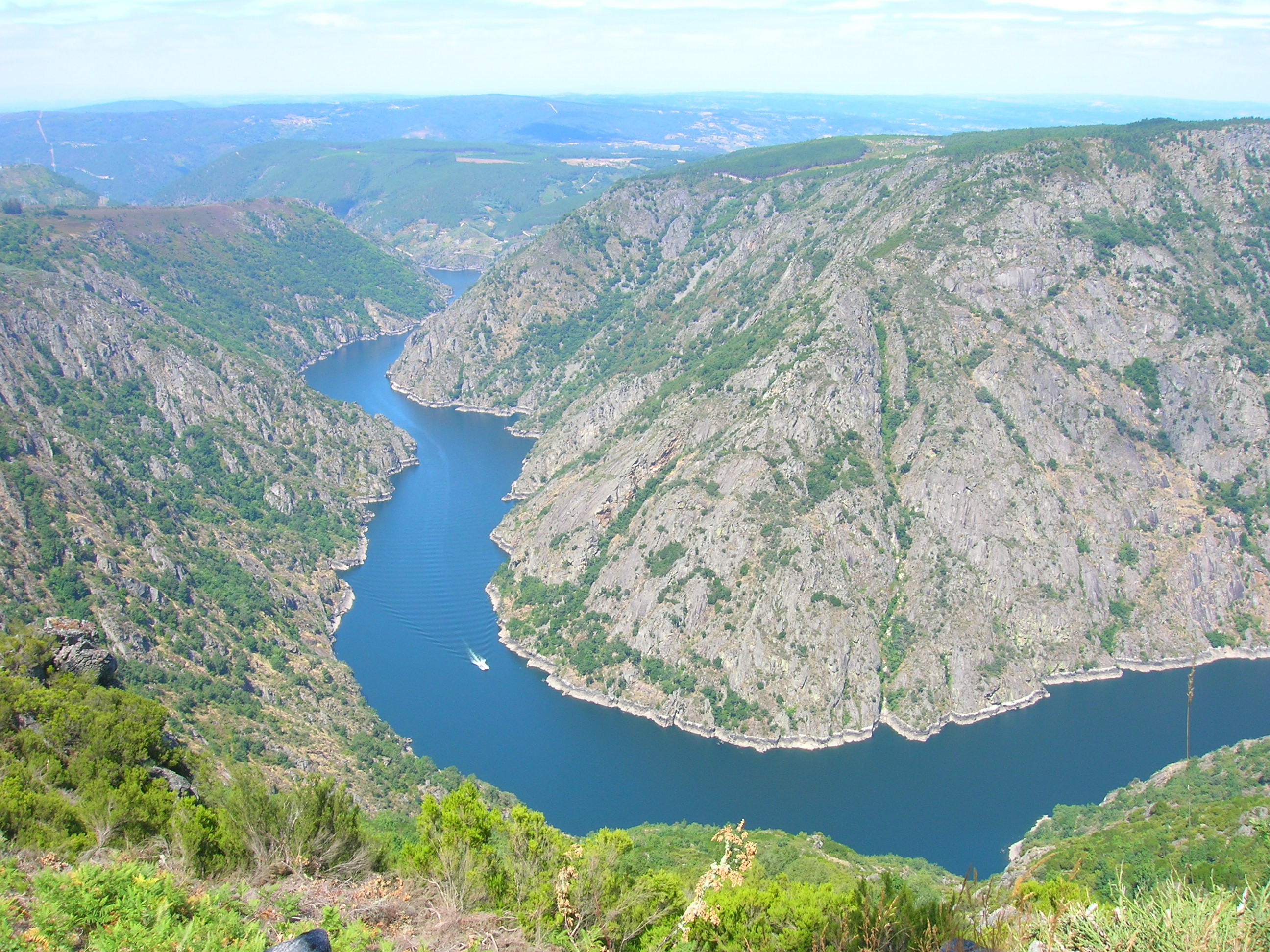
نمایی از دره سیل از منظر کابزوئاس در شهرداری اورنسه در پارادا د سیل.

ریبیرا ساکرا (به اسپانیایی: Ribeira Sacra) ناحیه ای است که شامل کناره‌های رودخانه‌های کابه، سیل و مینو، در بخش جنوبی استان لوگو و شمال استان اورنسه، در گالیسیا، اسپانیا است. مرکز این منطقه شهر مونفورته د لموس (در لوگو) است که پرجمعیت‌ترین شهر منطقه است.
در ۵ آوریل ۲۰۱۹، شورای میراث تاریخی وزارت فرهنگ نامزدی آن را برای فهرست میراث جهانی یونسکو تأیید کرد، تصمیمی که تا سال ۲۰۲۵ به تعویق افتاد. همچنین در ۱۵ سپتامبر ۲۰۲۱، رشته کوه‌های اوریبیو و کورل، ذخیره‌گاه زیست‌کره شدند و به هفتمین ذخیره‌گاه گالیسیا بدل شدند که شهرت بین‌المللی دارد.

## میراث
نام "ریبیرا ساکراً می‌تواند از قرون وسطی برگرفته شده باشد و در ابتدا تصور می‌شد که منشأ نام آن در لاتین "Rivoira Sacrata" (رویویرایِ مقدس) باشد که می‌تواند در اشاره به تعداد زیاد صومعه‌ها و معابد واقع در دره‌های تاریخی و شیب‌های تند آن باشد که این منطقه را مشخص می‌کند. در حال حاضر، ۱۸ صومعه را می‌توان یافت، از جمله صومعه پارادور د سن استبان د ریباس د سیل.